# Міхєєв Анатолій Анатолійович

Міхєєв Анатолій Анатолійович (нар. 18 травня 1997 року) — український військовий, старший лейтенант Національної гвардії України, офіцер управління 12-ї бригади спеціального призначення «Азов», учасник російсько-української війни. Учасник битви за Маріуполь (2022). Перебував у російському полоні з 17 травня 2022 по 13 вересня 2024.

## Життєпис
Анатолій навчався в Маріупольському державному університеті на історичному факультеті.
На службу до бригади «Азов» пішов в грудні 2018 року. В той же час доєднався до підрозділу військової школи ім. полковника Євгена Коновальця. В листопаді 2021 року був переведений до управління бригади полку «Азов».
Повномасштабне вторгнення зустрів в рідному Маріуполі. Активно брав участь в роботі штабу полку «Азов» та бойових діях в Маріуполі. Під час чого, 17 травня 2022 року потрапив у полон. В результаті чергового обміну 
військовополоненими, 13 вересня 2024 року Анатолій повернувся додому. Через відсутність будь-якої інформації та зв'язку, «Арн» був приємно вражений тим, наскільки сильно його підтримували небайдужі українці, поки він перебував у ворожому полоні .
Став героєм документального фільму від МВС України «1000 днів волі», де поділився своєю історією .
Надалі, після повного відновлення та довготривалої реабілітації, Анатолій планує продовжити військову службу .